# Supercrucero
Supercrucero es la capacidad de un avión para mantener el vuelo supersónico, a plena carga, de forma eficiente y sin usar postquemadores.

## Ventajas
Los postquemadores, utilizados por la mayoría de aviones militares para volar a velocidades supersónicas, son muy ineficientes comparados con los motores de propulsión a chorro convencionales. En general, cualquier avión que pueda volar en modo supercrucero tendrá un mejor rendimiento a velocidades supersónicas que uno que utilice postquemadores. Además, al necesitar menos combustible, un avión con capacidad de supercrucero tendrá una mejor relación combustible/peso.

## Historia
El primer avión propulsado por turborreactores que superó la velocidad Mach 1 en vuelo nivelado sin postquemadores fue el prototipo P.1 de English Electric Lightning el 4 de agosto de 1954. Esta demostración de vuelo supercrucero estaba limitada a una velocidad transónica aproximada de Mach 1,02, aunque versiones posteriores mejoraron esta velocidad máxima.
Sólo el Concorde y el Tupolev Tu-144 volaban la mayor parte del tiempo en supercrucero mach 2. El resto de aviones sólo puede volar en supercrucero durante un período corto comparado con la duración del vuelo. Aunque el Concorde podía alcanzar sus velocidades máximas sin usar postquemadores, por motivos técnicos de eficiencia de combustible, se solían utilizar para trepar y alcanzar velocidades supersónicas y después se mantenían apagando el postquemador a mach 1,7 a alta cota. La primera generación de aviones Tu-144 estaban limitados a velocidades de Mach 1,6, pero con los nuevos motores pudieron aumentarlas.

## Aviones con capacidad supercrucero

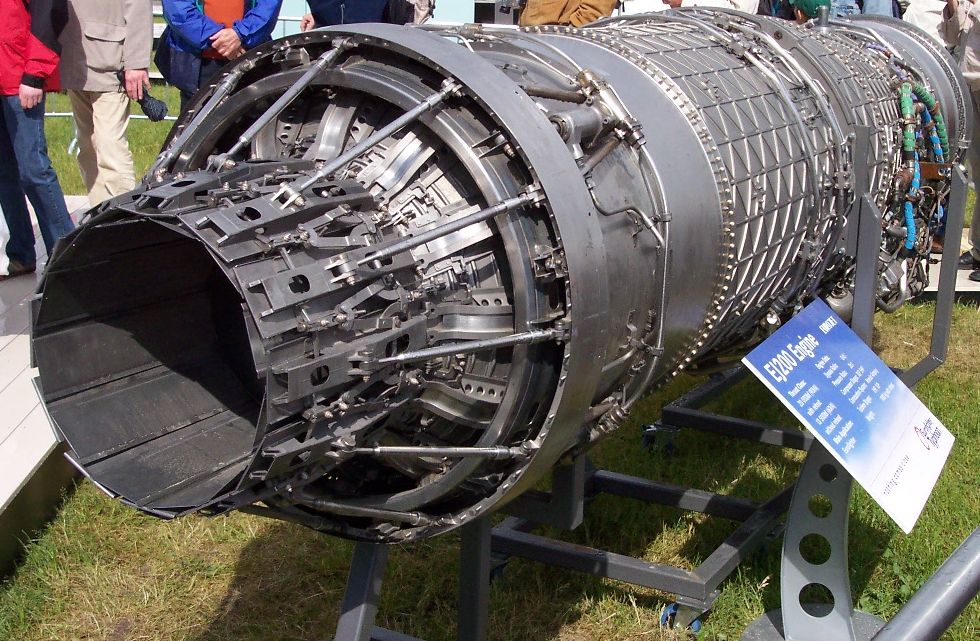
Motor EJ200 que da capacidades de supercrucero al Eurofighter.

Los aviones con capacidad de supercrucero son:
- English Electric Lightning
- Lockheed A-12, YF-12 y SR-71 Blackbird
- Tupolev Tu-144
- Concorde[1]
- BAC TSR-2
- Dassault Rafale
- Eurofighter Typhoon
- Saab 39 Gripen[2][3]
- Grumman F-14D Super Tomcat [cita requerida]
- Lockheed Martin F-22 Raptor
- Northrop YF-23 Black Widow II
- Sukhoi Su-35BM
- Boeing F/A-XX